# Normand Hudon
Pour les articles homonymes, voir Hudon.
Compléments
- Caricaturiste attitré du quotidien montréalais Le Devoir de 1958 à 1961 ;
- Caricaturiste attitré du quotidien montréalais La Presse de 1961 à 1965.

Normand Hudon est un caricaturiste politique québécois né le 5 juin 1929 à Montréal au Québec (Canada) et mort le 8 janvier 1997 dans la même ville.
Il collabore à plusieurs journaux québécois parmi les plus notables du XXe siècle, dont Le Devoir et La Presse.

## Biographie
Normand Hudon étudie à l'École des beaux-arts de Montréal puis à l'Académie de Montmartre à Paris auprès de Fernand Léger.
De 1948 à 1958, il est caricaturiste pigiste pour plusieurs journaux, dont Le Photo Journal, Le Petit Journal et La Patrie à Montréal.
Normand Hudon fait son apparition au petit écran dès la naissance de la Télévision de Radio-Canada en 1952 tout en commençant à faire diverses apparitions dans les cabarets montréalais avec un spectacle de dessins. À cette époque, il réalise donc chaque jour de deux à trois dessins, il prépare et tourne ses émissions de télévision et se produit dans les cabarets en soirée. Il se produit surtout au Cabaret Saint-Germain-des-Prés de Montréal.
Il anime entre autres l'émission Au p'tit café (1956-1961) avec Dominique Michel et Pierre Thériault.
Avec les Jacques Normand et Dominique Michel qui composent l’univers télévisuel de l’époque, Normand Hudon devient une vedette — une immense vedette — du Québec.
De 1958 à 1961, il travaille à temps plein pour Le Devoir, où ses caricatures de Maurice Duplessis, qu'il représente toujours accompagné d'un vautour, sont vitrioliques. En 1961, il passe au service du quotidien montréalais La Presse jusqu'en 1965.
Il est aussi un des caricaturistes attitrés de l'émission la plus écoutée des années 1960, Les Couche-tard.

## Expositions
Au cours de sa carrière, Normand Hudon a exposé ses œuvres dans de nombreuses galeries et musées tant au Québec que partout dans le monde. Voir la liste des liens externes pour ses principales expositions depuis 1976.